# Cantó de Conflans-en-Jarnisy
El cantó de Conflans-en-Jarnisy és un cantó francès del departament de Meurthe i Mosel·la, situat al districte de Briey. Té 25 municipis i el cap és Conflans-en-Jarnisy.

## Municipis
- Abbéville-lès-Conflans
- Affléville
- Allamont
- Béchamps
- Boncourt
- Brainville
- Bruville
- Conflans-en-Jarnisy
- Doncourt-lès-Conflans
- Fléville-Lixières
- Friauville
- Giraumont
- Gondrecourt-Aix
- Hannonville-Suzémont
- Jarny
- Jeandelize
- Labry
- Mouaville
- Norroy-le-Sec
- Olley
- Ozerailles
- Puxe
- Saint-Marcel
- Thumeréville
- Ville-sur-Yron

## Història
| Data d'elecció                           | Identitat        | Partit        | Qualitat |
| ---------------------------------------- | ---------------- | ------------- | -------- |
| 1945-1967                                | Paul Mennegand   | radical       |          |
| 1967-1973                                | Henri Lacoste    | Divers gauche |          |
| 1973-1983                                | Henri Bezon      | PCF           |          |
| 1983-1985                                | M. Giles         | PCF           |          |
| 1985-1998                                | Philippe Nachbar | PCF           |          |
| 1998-2011                                | Evelyne Didier   | PCF           |          |
| 2011-                                    | Olivier Tritz    | PCF           |          |
| les dades anteriors no són pas conegudes |                  |               |          |
|                                          |                  |               |          |

## Demografia
| A partir de 1990: Població sense dobles comptes |